# Castelletto Cervo
Castelletto Cervo – miejscowość i gmina we Włoszech, w regionie Piemont, w prowincji Biella.
Według danych na styczeń 2009 gminę zamieszkiwały 883 osoby przy gęstości zaludnienia 58,9 os./1 km².